# The Distillers
The Distillers (englisch für „die Destillierer“) ist eine US-amerikanische Punk/Grunge-Band. Sie bestand von 1998
bis 2006. Seit 2018 ist die Band wieder aktiv.

## Bandgeschichte
Die Besetzung änderte sich mehrmals. Beim ersten Album waren es: die Bandgründerin Brody Dalle (Gitarre, Gesang), Rose „Casper“ Mazzola (Gitarre, Gesang), Kim Fuelleman (Bass, Gesang) und Mat Young (Schlagzeug). Zuletzt bestanden The Distillers aus Brody Dalle (Armstrong) (Gitarre, Gesang), Tony Bevilacqua (Gitarre) und Ryan Sinn (Bass). Drummer Andy Granelli verließ die Band Anfang 2006, um sich zusammen mit einem alten Freund auf die gemeinsame neue Band „Darker My Love“ zu konzentrieren. Auch Ryan Sinn trat aus der Band aus; nun waren nur noch zwei Mitglieder geblieben. Das nachfolgende Album sollte aber trotzdem noch fertiggestellt werden. Brody Dalle äußerte sich dazu, indem sie sagte, dass die Band noch weiter existiere.
Die ersten beiden Alben waren vergleichbar mit Rancid, doch als Brody Dalle sich von Rancid-Frontman Tim Armstrong scheiden ließ, veränderte sich sowohl Sound als auch Einstellung der Band. Daraus entstand das letzte Album Coral Fang. Dieses ist eher dem Genre Grunge zuzuordnen, ist deutlich melodischer und enthält teilweise sehr viel ruhigere Stücke. Mit dem Stück „Deathsex“ enthält es zudem ein elf-minütiges mit mehreren kompletten Rhythmus- und Melodiewechseln und Generalpausen.
Dem Distillers-Forum zufolge hat sich die Band aufgelöst. Brody Dalle und Tony Bevilacqua riefen 2007 die Band Spinnerette ins Leben.
Im Januar 2018 veröffentlichte Dalle ein Video über Instagram und Twitter, das die Rückkehr der Band ankündigte.

## Diskografie

### Singles und EPs
- 1999: the Distillers (mit Oldscratch, LA Girl, Colossus USA und Blackheart)
- 2001: City of Angels (aus Sing Sing Death House)
- 2002: The Young Crazed Peeling (aus Sing Sing Death House)
- 2003: Drain the Blood (aus Coral Fang)
- 2003: The Hunger (aus Coral Fang)
- 2004: Beat Your Heart Out (aus Coral Fang)
- 2018: Man vs. Magnet / Blood in Gutters

### Alben
- 2000: The Distillers (Hellcat Records)
- 2002: Sing Sing Death House (Epitaph Records)
- 2003: Coral Fang (Warner Bros.)